# Vintilă Brătianu
Vintilă I. C. Brătianu, né le 16 septembre 1867 à Bucarest, mort le 22 décembre 1930, est un homme politique roumain. Il est président du Conseil des ministres du Royaume de Roumanie de novembre 1927 à novembre 1928.

## Biographie
Il fait des études supérieures en France, à l'École centrale Paris dont il sort diplômé en 1890, et entame une carrière politique de retour en Roumanie. Il entre au parti national libéral et en devient un des leaders. Il occupe divers postes dans les différents gouvernements dirigés par son frère Ion I. C. Brătianu. De 1897 à 1899 il dirige l'administration des monopoles d'état. De 1901 à 1904 il est nommé secrétaire général au ministère des finances puis est élu maire de Bucarest de 1907 à 1911. En 1916-1917 il est ministre de la Guerre puis ministre de l'Équipement militaire de 1917 à 1918. Il est nommé au poste de ministre des Finances de 1922 à 1926 puis est nommé président du Conseil des ministres le 24 novembre 1927. Il démissionne le 9 novembre 1928.